# Quận Corson, South Dakota
Quận Corson là một quận thuộc tiểu bang Nam Dakota, Hoa Kỳ. Quận lỵ đóng ở McIntosh6. Quận được đặt tên theo Dighton Corson. Dân số theo điều tra năm 2010 của Cục điều tra dân số Hoa Kỳ là 4050 người.

## Địa lý
Theo Cục điều tra dân số Hoa Kỳ, quận này có diện tích 6600 km2, trong đó có 160 km2 là diện tích mặt nước.